# Championnat de Guinée-Bissau de football 1976-1977
Navigation
Édition précédente Édition suivante
La saison 1976-1977 du Championnat de Guinée-Bissau de football est la troisième édition de la Primeira Divisião, le championnat de première division en Guinée-Bissau. Seize équipes se retrouvent au sein d'une poule unique où elles s'affrontent à deux reprises. En fin de saison, il n'y a ni promotion, ni relégation.
C'est le Sport Bissau e Benfica qui remporte la compétition cette saison après avoir terminé en tête du classement final, avec un seul point d'avance sur le tenant du titre, l'UDI Bissau et onze sur l'un des nouveaux venus en championnat, le Grupo Desportivo Recreativo e Cultural FARP. C'est le premier titre de champion de Guinée-Bissau de l'histoire du club.

## Les clubs participants
- Sporting Clube de Bissau
- Sporting Clube de Bafatá
- UDI Bissau
- Sport Bissau e Benfica
- Ténis Clube de Bissau
- Desportivo de Gabú
- Clube de Futebol "Os Balantas"
- Ajuda Sport de Bissau
- Estrela Negra de Bolama
- Atlético Clube de Bissorã
- Desportivo Recreativo Cultural de Farim
- Bula Futebol Clube
- Futebol Clube de Cantchungo
- Futebol Clube de Tombali
- Grupo Desportivo Recreativo e Cultural FARP - Promu de deuxième division
- Futebol Clube de Buba - Promu de deuxième division

## Compétition

### Classement
Le classement est établi sur le barème de points suivant : victoire à 2 points, match nul à 1, défaite à 0.
| Rang | Équipe                                       | Pts | J  | G  | N  | P  | Bp | Bc | Diff |
| ---- | -------------------------------------------- | --- | -- | -- | -- | -- | -- | -- | ---- |
| 1    | Sport Bissau e Benfica                       | 50  | 30 | 21 | 8  | 1  | 86 | 26 | +60  |
| 2    | UDI BissauT C                                | 49  | 30 | 22 | 5  | 3  | 64 | 22 | +42  |
| 3    | Grupo Desportivo Recreativo e Cultural FARPP | 39  | 30 | 15 | 9  | 6  | 46 | 28 | +18  |
| 4    | Bula Futebol Clube                           | 37  | 30 | 14 | 9  | 7  | 66 | 47 | +19  |
| 5    | Ténis Clube de Bissau                        | 36  | 30 | 14 | 8  | 8  | 49 | 34 | +15  |
| 6    | Sporting Clube de Bissau                     | 35  | 30 | 13 | 9  | 8  | 54 | 39 | +15  |
| 7    | Futebol Clube de Tombali                     | 35  | 30 | 14 | 7  | 9  | 45 | 41 | +4   |
| 8    | Clube de Futebol "Os Balantas"               | 31  | 30 | 10 | 11 | 9  | 48 | 48 | 0    |
| 9    | Desportivo Recreativo Cultural de Farim      | 29  | 30 | 10 | 9  | 11 | 40 | 45 | -5   |
| 10   | Ajuda Sport de Bissau                        | 29  | 30 | 9  | 11 | 10 | 41 | 48 | -7   |
| 11   | Estrela Negra de Bolama                      | 27  | 30 | 11 | 5  | 14 | 46 | 57 | -11  |
| 12   | Futebol Clube de BubaP                       | 19  | 30 | 6  | 7  | 17 | 38 | 78 | -40  |
| 13   | Desportivo de Gabú                           | 18  | 30 | 5  | 8  | 17 | 33 | 56 | -23  |
| 14   | Atlético Clube de Bissorã                    | 18  | 30 | 7  | 4  | 19 | 32 | 57 | -25  |
| 15   | Futebol Clube de Cantchungo                  | 16  | 30 | 6  | 4  | 20 | 32 | 62 | -30  |
| 16   | Sporting Clube de Bafatá                     | 12  | 30 | 5  | 2  | 23 | 36 | 68 | -32  |

|  | Qualification pour la Coupe des clubs champions africains 1978                                |
|  | Qualification pour la Coupe des Coupes 1978                                                   |
|  | T : Tenant du titre C : Vainqueur de la Coupe de Guinée-Bissau P : Promu de deuxième division |

## Bilan de la saison
| Championnat de Guinée-Bissau de football 1976-1977 |                                    |
| Champion                                           | Sport Bissau e Benfica (1er titre) |
| Coupes et trophées                                 |                                    |
| Vainqueur de la Coupe de Guinée-Bissau 1976-1977   | UDI Bissau                         |
| Qualifications continentales                       |                                    |
| Coupe des clubs champions africains 1978           | Sport Bissau e Benfica             |
| Coupe des Coupes 1978                              | UDI Bissau                         |
| Promotions et relégations                          |                                    |
| Promus en Primeira Divisião                        | Aucun                              |
| Relégués en Segunda Divisião                       | Aucun                              |